# Sally Skaarenborg
Sally Skaarenborg (* 12. September 1989) ist eine ehemalige dänische Squashspielerin.

## Karriere
Sally Skaarenborg spielte von 2010 bis 2014 auf der WSA World Tour und erreichte ihre höchste Platzierung in der Weltrangliste mit Rang 84 im Februar 2013. Mit der dänischen Nationalmannschaft nahm sie zwischen 2010 und 2016 sechsmal an den Europameisterschaften teil. Sie scheiterte 2011 bei der Weltmeisterschaft, ihrer einzigen Teilnahme an dem Turnier, in der Qualifikation an Lauren Briggs. 2018 wurde sie dänische Meisterin, nachdem sie zuvor mehrere Male im Finale Line Hansen unterlegen war.

## Erfolge
- Dänische Meisterin: 2018